# Slag om Haalderen
De Slag om Haalderen was een Duitse aanvalsoperatie in de Betuwe in de winter 1944/45 tijdens de Tweede Wereldoorlog. De operatie was opgezet om op te rukken naar de Waalbrug bij Nijmegen, die in handen was van de geallieerden, en deze vervolgens door genie-eenheden te vernietigen. Dit mislukte door taaie Britse tegenstand, waardoor het grootste deel van de aanvallende eenheden verloren gingen.

## Achtergrond en voorbereiding
Tijdens Operatie Market Garden werd Waalbrug bij Nijmegen op 20 september 1944 ingenomen, maar de brug bij Arnhem lukte niet. Ondanks geallieerde pogingen om hun bruggenhoofd in de Betuwe uit te breiden en Duitse pogingen om het in te drukken, was het front in het bruggenhoofd medio oktober 1944 tot relatieve rust gekomen. Echter, voor de Duitsers bleef de brug bij Nijmegen een groot gevaar. De Duitsers zetten allerlei middelen in, zoals luchtaanvallen, kikvorsmannen en mini-onderzeeboten om de brug te vernietigen. Dit had slechts gedeeltelijk succes. Het plan werd vervolgens opgevat om de Duitse 6e Parachutistendivisie in te zetten die sinds 19 november 1944 rondom de Betuwe de frontlijn had ingenomen. Deze divisie was slechts kortgeleden opgericht en bestond uit zeer jonge en gemotiveerde soldaten, echter zonder enige gevechtservaring. Hetzelfde gold voor de (onder)officieren. De commandant van de divisie, Generalleutnant Plocher omschreef de divisie als “voor de verdediging deels geschikt”. Het 2e bataljon van het 16e Parachutistenregiment zou via Haalderen en Bemmel oprukken naar de noordkant van de Waalbrug, waarop genie-eenheden deze moesten vernietigen. 
Aan Britse kant lag sinds 29 november 1944 de Britse 49e (West Riding) Infanteriedivisie in het gebied Elst-Haalderen. Bij Haalderen zelf lag het 7e Bataljon Duke of Wellington's Regiment pas sinds enkele dagen in stelling. Wegens hoge waterstanden waren veel loopgraven onbruikbaar en het bataljon begon toenemend de huizen te gebruiken als weerstandsnesten.

## Slagorde

### Britse Leger
- 7e Bataljon Duke of Wellington's Regiment (Major Denis Hamilton)
  - A compagnie (Captain J.C. Fox)
  - B compagnie (Major G.M.M. Smallwood)
  - C compagnie (Major G.V. Fancourt)
  - D compagnie (Major A.B. Kavanagh)
- 11e Bataljon Royal Scots Fusiliers
  - D compagnie (Major A.L. Rowell)

Zowel het 7e Bataljon Duke of Wellington's Regiment (verder afgekort tot 7 DWR) als het 11e Bataljon Royal Scots Fusiliers (11 RSF) waren onderdeel van de 147e Infanteriebrigade van de Britse 49e (West Riding) Infanteriedivisie.

### Duitse Wehrmacht
16e Parachutistenregiment (Oberst Walter Dorn)
- 2e Bataljon
  - 5e compagnie
  - 7e compagnie
  - 10e compagnie
- 14e compagnie = Fallschirm-Panzerjäger-Kompanie met 6 x PAK 7,5 cm

Het 16e Parachutistenregiment was een onderdeel van de Duitse 6e Parachutistendivisie.

## Het offensief
Op 4 december 1944 om 03:10 uur opende de divisieartillerie van de 6e Parachutistendivisie (die beschikte over 28 x 10,5 cm houwitsers en 8 x 15 cm houwitsers) het vuur voor een korte, 10 minuten durende barrage. Deze barrage was 10 minuten te laat ingezet en weinig effectief. Tegelijkertijd drong de 10e compagnie parachutisten tussen de Britse posities door de frontlijn binnen en trok op, het dorp Haalderen binnen. Hierbij raakten enige Britse pelotons omsingeld. Ook de 5e en 7e compagnieën volgden deels. Rond 04:00 uur rapporteerde 7 DWR dat om elk gebouw in Haalderen gevochten werd. De Duitse troepen kwamen tot op 200 meter van het 7 DWR-bataljonshoofdkwartier. Daarop plande de bataljonscommandant Major Denis Hamilton een tegenaanval. Als eerste werd alle regimentsartillerie en alle 4.2-inch mortieren in actie gebracht, tegen de achterste gebieden waar de 5e en 7e compagnieën zich verzameld hadden. Dit veroorzaakte verliezen. Vervolgens startte de tegenaanval rond 05:15 uur, waarbij ook drie Carrier secties uitstekend werk verrichtten. D compagnie van 11 RSF startte vanaf 07:15 uur met zijn deel van de tegenaanval en maakte snelle voortgang. Tegen 10:00 uur hadden de Britse troepen de frontlijn weer geheel in handen en vele Duitse krijgsgevangenen waren binnengebracht tegen 12:15 uur. Daarna volgde het uitkammen van het dorp en het opruimen van de laatste kleine Duitse verzetshaarden (meestal in separate huizen). Dit duurde tot rond 19:00 uur.

## Verliezen en nasleep

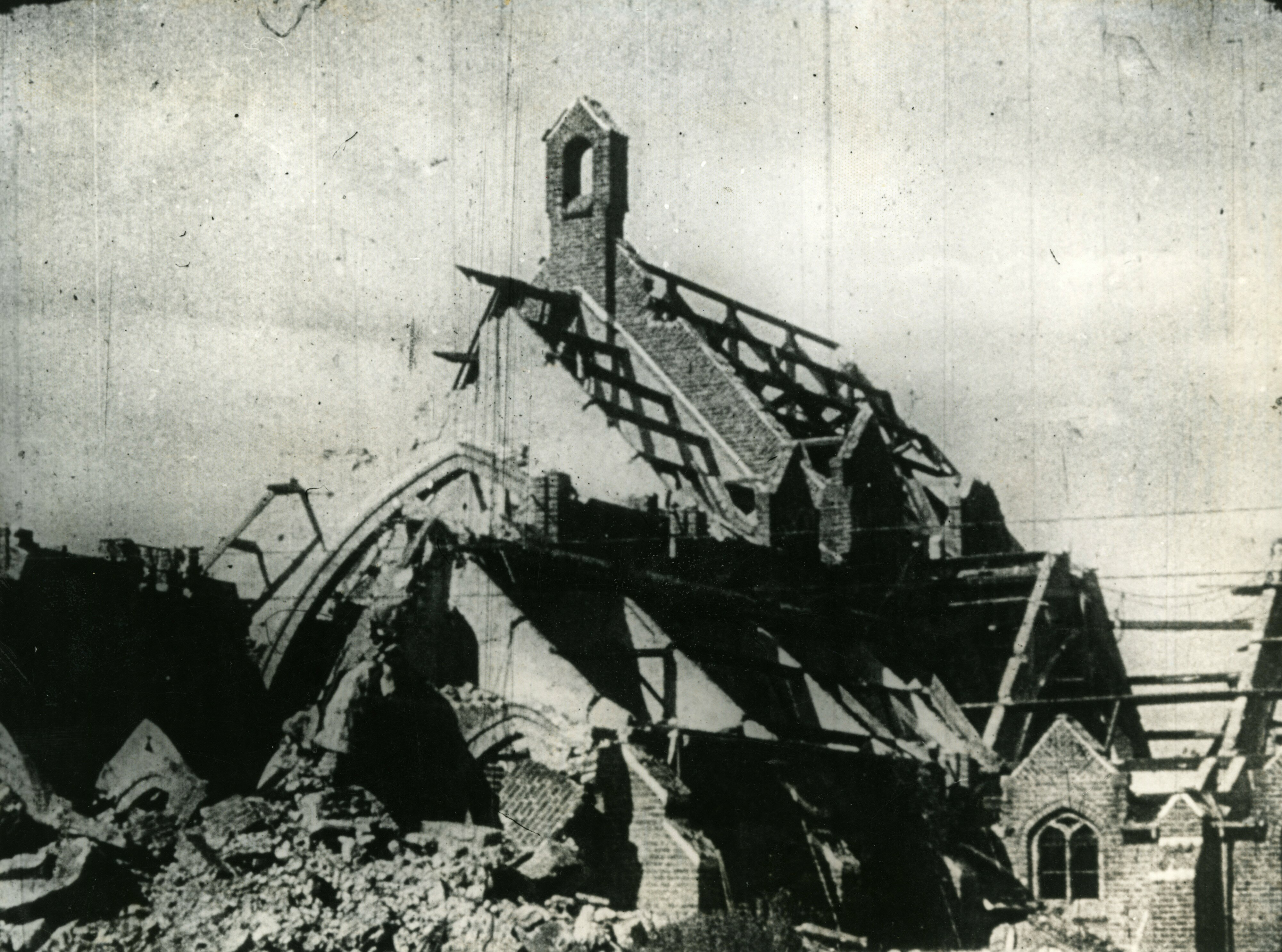
De kerk van Haalderen na de strijd

De Duitse verliezen zijn niet precies te becijferen. Door 7 DWR zijn gerapporteerd 110 krijgsgevangenen en 50 doden. De compagniescommandant van de 10e compagnie en twee andere officieren waren onder de doden. Wat de Duitse verliezen in hun eigen linies door het Britse artillerie- en mortiervuur waren is niet na te gaan. De 6e Parachutistendivisie werd op 20 december 1944 vervangen in dit stuk frontlijn door de 2e Parachutistendivisie.
De Britse verliezen waren relatief licht, waarbij 7 DWR 10 doden, 19 gewonden  en 2 vermisten (waarschijnlijk verdronken) te betreuren had en 11 RSF had 1 dode en 2 gewonden. Het 7DWR werd tegen de avond van 6 december 1944 in het front vervangen door het complete 11 RSF en teruggetrokken naar Bemmel. Aan Britse zijde werden wegens getoonde moed tijdens deze actie totaal een  Distinguished Service Order (DSO), drie Military  Crosses, twee Distinguished  Conduct  Medals en vier Military Medals uitgereikt.